# Exploration du système jovien

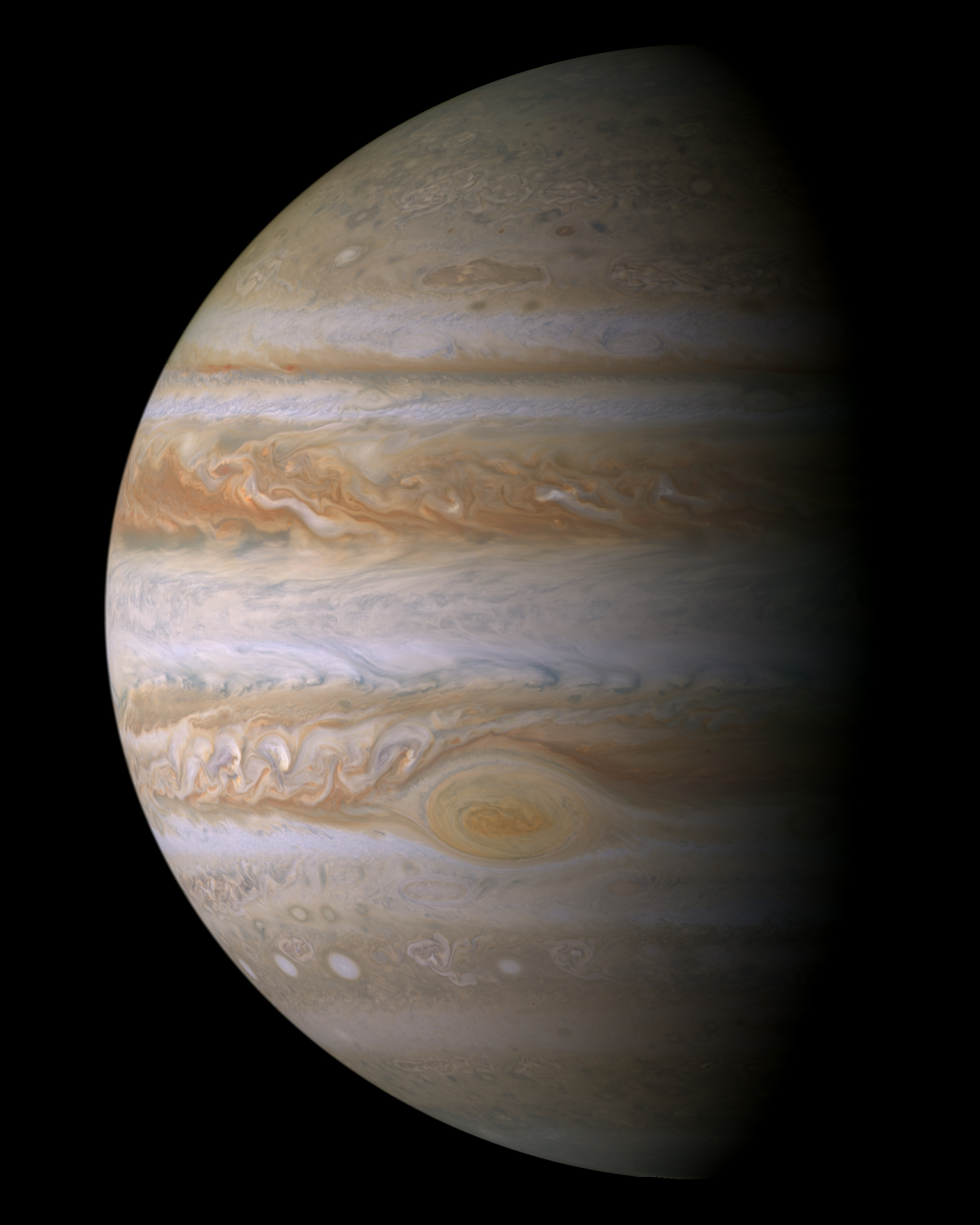
Jupiter photographiée par la caméra de la sonde spatiale Cassini–Huygens.

L'exploration du système jovien (Jupiter, ses satellites, ses anneaux) à l'aide de sondes spatiales débute en 1973 avec le survol de la planète par Pioneer 10. Malgré la puissance toujours plus importante des télescopes terrestres, les missions spatiales, grâce aux mesures effectuées in situ, constituent une source d'informations irremplaçable sur les caractéristiques du système jovien.
La planète Jupiter, avec son cortège de satellites, constitue l'archétype des planètes géantes gazeuses présentes dans le Système solaire. Plus grande planète du système solaire, elle est entourée de 79 satellites naturels. Les quatre plus grands, les lunes galiléennes, présentent un intérêt particulier. Par ordre d'éloignement à la planète : Io, caractérisé par une forte activité volcanique, Europe, qui pourrait abriter des formes de vie dans son océan souterrain, Ganymède, plus grande lune du système solaire, et Callisto, qui pourrait également abriter un océan souterrain.
Jupiter, du fait de sa distance de la Terre et du Soleil et de son environnement radiatif, est toutefois une destination spatiale complexe qui nécessite un savoir-faire et des ressources financières que seule l'agence spatiale américaine, la NASA, est parvenue à réunir jusque dans les années 2010. En 2021, une dizaine de missions spatiales ont visité Jupiter et ses satellites, dont près de la moitié avait pour objectif principal de bénéficier de l'assistance gravitationnelle de celle-ci pour atteindre une autre destination. Seules deux d'entre elles, Galileo et, depuis 2016, Juno, ont pu mener des missions prolongées en se plaçant en orbite. Toutefois, deux missions, qui doivent se placer en orbite autour des lunes galiléennes, sont programmées pour la décennie 2020. La mission JUICE, de l'Agence spatiale européenne, dont le lancement a eu lieu le 14 avril 2023, est la première mission vers les planètes externes du système solaire qui ne soit pas développée par la NASA. Cette sonde spatiale doit étudier en les survolant à plusieurs reprises trois des lunes glacées de Jupiter, à savoir Callisto, Europe et Ganymède, avant de se placer en orbite en 2032. La NASA développe de son côté la mission Europa Clipper, dont le lancement est programmé pour 2024. Elle repose sur une sonde spatiale de plus de six tonnes emportant plusieurs instruments, dont un radar permettant de sonder l'océan sous la glace. Après un transit de plus de six ans, avec un recours à l'assistance gravitationnelle de Vénus et de la Terre, la sonde spatiale doit se placer en orbite autour de Jupiter. La partie scientifique de la mission est centrée sur l'étude de la lune Europe et comporte 45 survols de celle-ci sur une période de 3,5 ans.

## Enjeux scientifiques
L'étude de la planète Jupiter débute avec l'invention de la lunette astronomique, au début du XVIIe siècle. Galilée découvre en 1610, avec la première de ces lunettes, que Jupiter est accompagnée par plusieurs lunes, ce qui remet en question la conception de l'Univers de l'époque, selon laquelle tout ce qui orbitait devait le faire autour de la Terre. Les quatre lunes découvertes, Io, Europe, Ganymède et Callisto, prennent le nom de lunes galiléennes. Les télescopes, de plus en plus puissants, permettent par la suite de découvrir la Grande Tache rouge dans l'atmosphère de Jupiter, une cinquième lune, Amalthée (1892), et, grâce à la spectroscopie, d'identifier les principaux composants présents dans l'atmosphère visible de la planète géante.

## Problèmes soulevés par une mission vers Jupiter
L'exploration des planètes externes du système solaire, telles que Jupiter, présente de nombreuses difficultés supplémentaires, par rapport aux planètes plus proches, comme Mars et Vénus, du fait de la distance et d'un milieu plus hostile.

### Vitesse de lancement
Pour parvenir à lancer une sonde spatiale vers une planète externe du système solaire comme Jupiter, il faut que la vitesse de départ soit très importante : il faut en effet s'extraire de manière plus importante du puits gravitationnel du système solaire et, compte tenu de la distance (Jupiter est cinq fois plus éloigné du Soleil que la Terre), il faut aller plus vite, pour que le temps de transit entre la Terre et Jupiter ne soit pas trop important. Mais cette vitesse élevée nécessite de freiner de manière plus importante à l'arrivée sur Jupiter, si on souhaite s'insérer en orbite autour de la planète. Tous ces paramètres jouent sur la taille du lanceur qui envoie la sonde spatiale dans l'espace. Pour gérer ces contraintes, les agences spatiales peuvent avoir recours à un lanceur plus important, avec un impact sur le coût, réduire la taille de la sonde spatiale, utiliser l'assistance gravitationnelle d'autres planètes pour gagner en vitesse (mais au prix d'un allongement du temps de transit), ou effectuer un simple survol, qui demande moins d'ergols qu'une insertion en orbite.

### Énergie
Pour fonctionner, une sonde spatiale a besoin de disposer en permanence d'énergie. Les engins spatiaux développés récemment doivent disposer d'une puissance électrique comprise entre 300  et   2 500 watts, pour alimenter les ordinateurs embarqués, l'émetteur-récepteur radio, les moteurs, les instruments scientifiques, les radiateurs ainsi que de nombreux autres équipements. Il n'existe que deux sources possibles d'énergie pour un engin spatial interplanétaire : les panneaux solaires et les RTG, qui reposent sur la décomposition d'un élément radioactif. Au niveau de l'orbite de Jupiter, cinq fois plus éloignée du Soleil que la Terre, une sonde spatiale reçoit 27 (5,2×5,2) fois moins d'énergie solaire qu'au niveau de la Terre. Aussi, jusqu'au lancement de la sonde spatiale Juno, toutes les sondes ayant visité Jupiter étaient équipées de RTG. Mais cet équipement est coûteux et l'isotope de plutonium qu'il utilise n'est pratiquement plus produit. Pour Juno, la NASA a choisi d'équiper la sonde de panneaux solaires d'une superficie de 45 m2 qui, grâce à leur technologie avancée, parviennent à fournir 428 watts au niveau de Jupiter.

### Distance entre la Terre et Jupiter
La distance entre les opérateurs au sol et Jupiter impose à la fois une grande autonomie des programmes tournant sur l'ordinateur embarqué et un système de communication à la fois puissant (taille de l'antenne, puissance en watts de l'émetteur) et précis (antenne grand gain).

### Rayonnement ionisant
Jupiter possède un champ magnétique 14 fois plus puissant que celui de la Terre, allant de 4,2 G à l'équateur à 10 à 14 G aux pôles. Le différentiel de vitesse entre le champ magnétique en rotation rapide de Jupiter (un tour en 10 heures environ) et la rotation plus lente du satellite Io autour de Jupiter (un tour en 40 heures) arrache de l’atmosphère de cette lune environ une tonne d'ions de soufre et d'oxygène par seconde et accélère ces particules à grande vitesse, de sorte qu'ils effectuent également un tour de Jupiter en dix heures. Ces ions forment un gigantesque tore autour de Jupiter, à l'origine d'un rayonnement ionisant intense, susceptible de tuer un être humain en quelques jours et qui détériore rapidement une électronique, même si celle-ci est durcie et qu'elle bénéficie d'un blindage. Les missions à destination de Jupiter évitent généralement de traverser le tore, sauf lorsque l'objectif de la mission, comme dans le cas de Juno, l'impose. Dans ce cas, la vie de l'engin spatial est relativement brève.

## Historique de l'exploration par des missions spatiales
Depuis 1973, une dizaine de missions spatiales ont visité Jupiter et ses satellites et en 2020 deux missions sont en cours de développement.

### Le programmePioneer(survols)
L'exploration spatiale de Jupiter débute avec le survol de la planète par les petites (256 kg au lancement) sondes spatiales Pioneer 10 (1973) et Pioneer 11 (1974) : celles-ci passent à faible distance de Jupiter et de plusieurs de ses lunes en effectuant les premières photos détaillées de ces corps célestes. Les données collectées par les instruments permettent de découvrir que la ceinture de radiation autour de la planète géante est dix fois plus intense que ce qui était prévu mais les deux sondes y survivent sans dommage. Les trajectoires des engins permettent d'affiner les estimations de masse du système jovien. Les occultations de leurs signaux radios par la planète géante conduisirent à de meilleures mesures du diamètre et de l'aplatissement polaire,.

### Le programmeVoyager(survols)

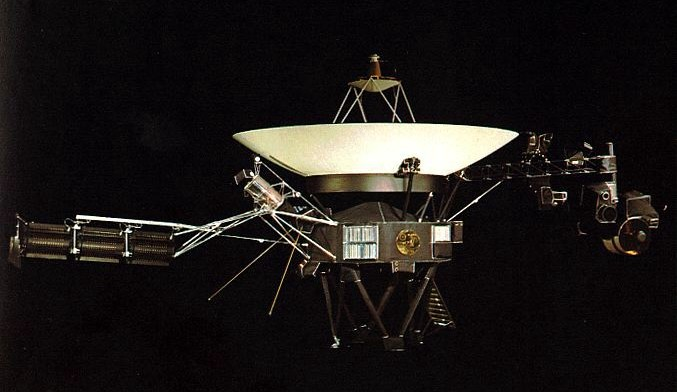
Voyager 2.

Six ans après les sondes spatiales Pioneer, le système jovien est survolé en 1979 par Voyager 1 et Voyager 2. Les nombreux instruments emportés par ces sondes spatiales, beaucoup mieux équipées, permettent d'effectuer une étude approfondie des lunes galiléennes. Ces observations aboutissent à la découverte des anneaux de Jupiter, confirment que la Grande Tache rouge est un anticyclone et que ses caractéristiques évoluent dans le temps. Le point d'orgue de ces missions est l'observation de volcans actifs à la surface du satellite Io, qui sont les premiers découverts sur d'autres corps du système solaire que la Terre. Les sondes spatiales découvrent, dans le sillage de Io, un tore d'atomes ionisés qui jouent un rôle important dans la magnétosphère de Jupiter,.

### Ulysses(survol)
La sonde spatiale Ulysses traverse à deux reprises le système jovien (en 1992 et en 2004). Ulysses utilise l'assistance gravitationnelle de la planète géante pour quitter le plan de l'écliptique et se placer sur une orbite polaire autour du Soleil, l'objet principal de sa mission. Durant son survol de Jupiter, la sonde spatiale étudie la magnétosphère de la planète. Aucune photographie ne fut prise, la sonde ne possédant aucune caméra.

### L'orbiteurGalileo

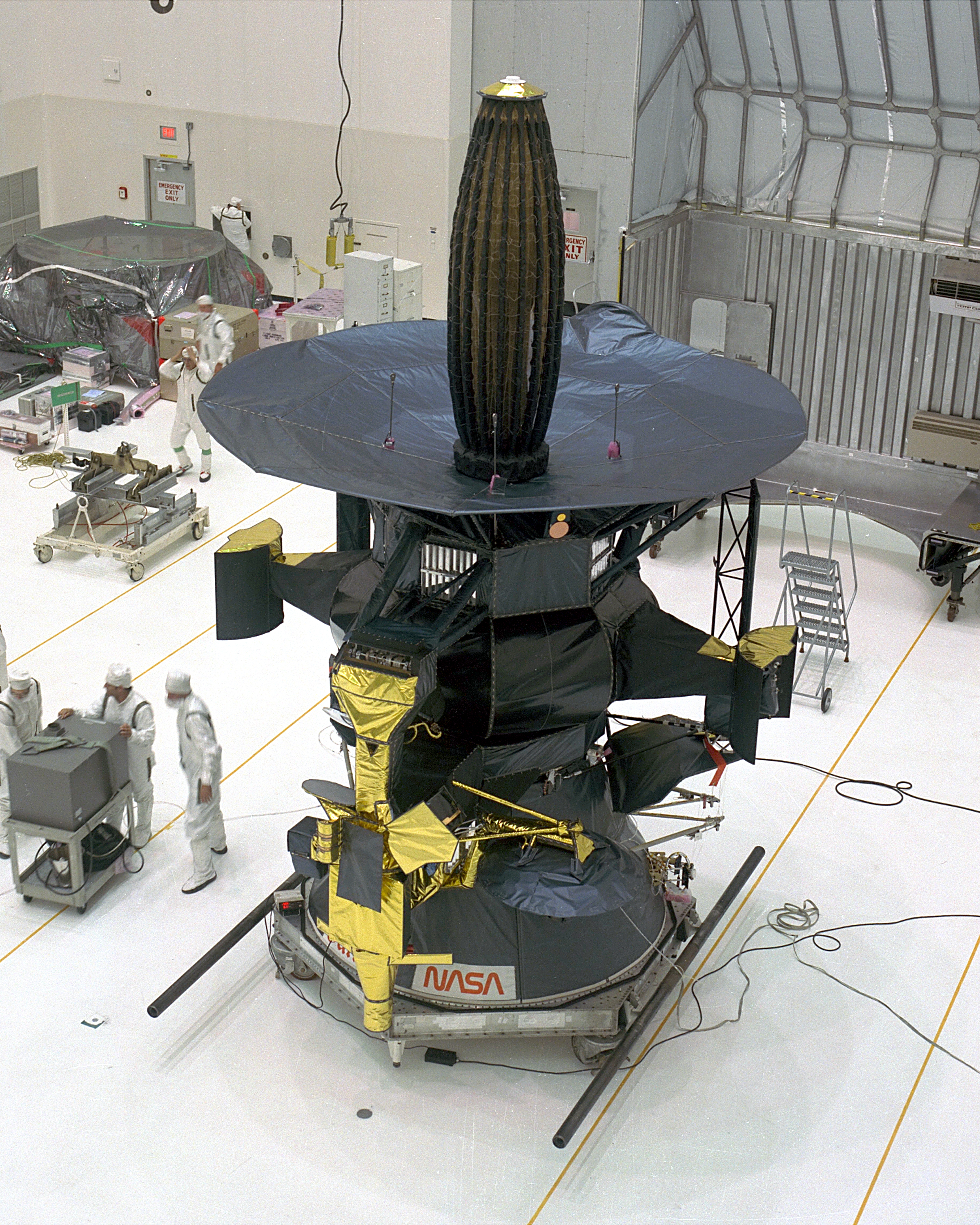
La sonde Galileo en préparation.

La sonde Galileo était jusqu'en 2016 le seul engin spatial à s'être placé en orbite autour de Jupiter et à avoir pu étudier en profondeur la planète et ses lunes. La sonde spatiale atteint Jupiter en décembre 1995 et entame alors une mission d'exploration d'une durée de 8 ans. Malgré une antenne parabolique grand gain défectueuse affectant fortement la quantité de données pouvant être transmise, Galileo parvient à transmettre des informations sur l'ensemble du système jovien. Au début de sa mission scientifique, Galileo lâche une petite sonde atmosphérique qui pénètre dans l'atmosphère de Jupiter et fournit la composition élémentaire des couches supérieures de celle-ci, avant d'être écrasée par la pression. Les données recueillies remettent en cause une partie des théories admises sur le processus de formation des planètes du Système solaire. La sonde spatiale survole à de nombreuses reprises les satellites galiléens ainsi que la lune Amalthée. La présence probable d'océans liquides sous la banquise qui recouvre Europe est déduite des observations effectuées, et le volcanisme d'Io est confirmé. La sonde est également témoin de l'impact et de la destruction de la comète Shoemaker-Levy 9 en 1994, lors de son approche de Jupiter.

### Cassini-Huygens(survol)
En décembre 2000, la sonde Cassini, en route pour Saturne, survole Jupiter : elle prend des images à haute résolution de la planète et, en coordination avec la sonde Galileo, étudie sa magnétosphère, très étendue, ainsi que ses interactions avec le vent solaire. L'intensité de la ceinture de radiations est mesurée avec plus de précision et se révèle beaucoup plus élevée que prévu. Ces informations seront utilisées pour dimensionner les protections de la sonde spatiale Juno, lancée par la suite. Avant Juno, la sonde New Horizons est la dernière à survoler Jupiter, le 28 février 2007. La sonde spatiale observe des éclairs aux pôles, la création de nuages d'ammoniac et étudie la circulation des particules chargées dans la queue magnétique de la planète

### New Horizons(survol)
La sonde spatiale New Horizons, en route pour Pluton, survole Jupiter pour une manœuvre d'assistance gravitationnelle. L'engin spatial passe au plus près de la planète géante le 28 février 2007. Des photos du système jovien sont prises à partir du 4 septembre 2006 ; les instruments de la sonde permettent de préciser les caractéristiques orbitales des lunes internes de Jupiter, particulièrement d'Amalthée . Les caméras de New Horizons photographient l'éjection de plasma par les volcans de Io et plus généralement effectuent des prises de vue détaillées des lunes galiléennes,.

### L'orbiteurJuno(2011)

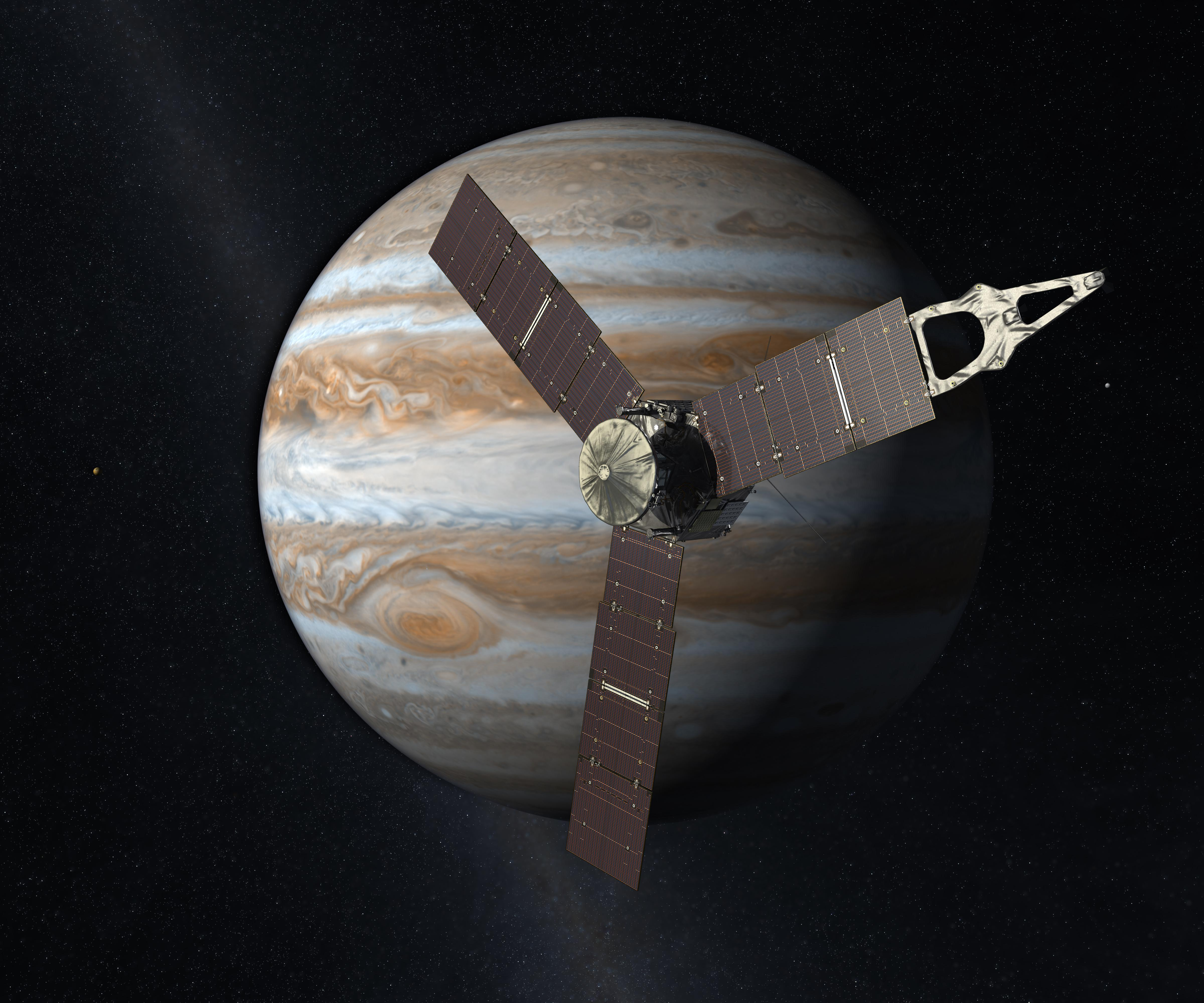
Vue d'artiste de la sonde Juno.

La NASA lance, en 2011, la sonde Juno, dont l'objectif est d'effectuer une étude détaillée de la structure interne de Jupiter, depuis une orbite polaire en rasant périodiquement sa surface. La sonde spatiale est la deuxième mission du programme New Frontiers, qui regroupe des missions d'exploration du Système solaire nécessitant un budget moyen. Son coût total est de 1,1 milliard de dollars. La sonde spatiale doit collecter sur place des données sur les couches internes de Jupiter, la composition de son atmosphère et les caractéristiques de sa magnétosphère. Ces éléments doivent permettre de reconstituer la manière dont Jupiter s'est formée, et de corriger ou d'affiner le scénario de formation des planètes du Système solaire, dans lequel Jupiter a, du fait de sa masse importante, joué un rôle majeur. La sonde spatiale s'insère en juillet 2016 sur une orbite très elliptique, d'une période de 14 jours, qui fait passer la sonde à très basse altitude au-dessus de la planète, de pôle en pôle, en évitant en grande partie la ceinture de radiations très intenses, susceptibles de l'endommager. La mission doit durer une année, au cours de laquelle Juno réalisera 36 survols de la planète. Juno emporte huit instruments scientifiques, dont deux spectromètres, un radiomètre, un magnétomètre et un ensemble d'instruments destinés à l'étude des pôles de Jupiter. Juno est la première sonde spatiale à destination d'une planète externe qui utilise des panneaux solaires au lieu de générateurs thermoélectriques à radioisotope.

### L'orbiteur JUICE (2023)

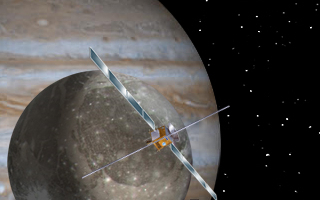
Vue d'artiste de la sonde JUICE survolant Ganymède.

La mission de l'Agence spatiale européenne Jupiter Icy Moon Explorer (JUICE), dont le lancement a eu lieu en avril 2023, est la première mission vers les planètes externes du système solaire qui n'est pas développée par la NASA. Cette sonde spatiale doit étudier en les survolant à plusieurs reprises trois des lunes glacées de Jupiter, à savoir Callisto, Europe et Ganymède, avant de se placer en orbite en 2032 autour de cette dernière pour une étude plus approfondie qui doit s'achever en 2033. Pour parvenir jusqu'au système jovien, la sonde utilisera à quatre reprises l'assistance gravitationnelle de la Terre et de Vénus.
La sonde a une masse d'environ 5 tonnes et utilise des panneaux solaires pour produire son énergie. Elle emporte environ 100 kilogrammes d'instrumentation scientifique. Ceux-ci comprennent des spectromètres pour l'étude de la composition du sol et de l'atmosphère des lunes, une caméra et un altimètre pour réaliser une carte topographique de leur surface, un radar pour étudier les strates superficielles du sous-sol et notamment de la croute de glace et des océans éventuels, une expérience de radio permettant de déduire la structure interne des astres, un magnétomètre et des instruments de mesure des champs et des particules pour déterminer les caractéristiques de l'environnement spatial.

### Europa Clipper (2024)

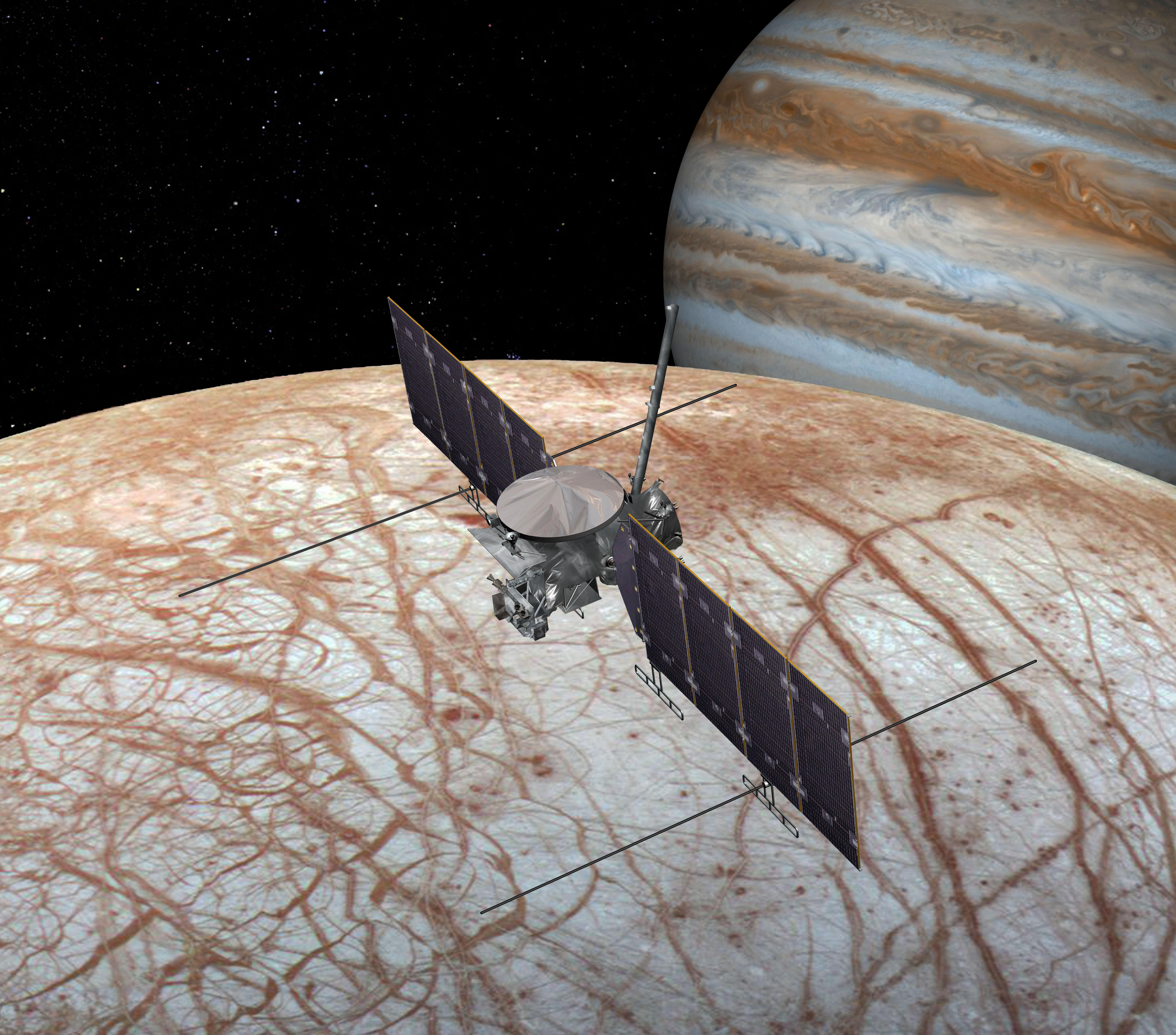
Europa Clipper (vue d'artiste).

À la suite de l'abandon de Jupiter Europa Orbiter (JEO), l'agence spatiale américaine décide d'étudier en 2012 trois types de mission vers la lune Europe — un orbiteur, un engin effectuant des survols et un atterrisseur — en imposant que le coût du projet reste inférieur à 2 milliards US$. Le projet d'atterrisseur est rapidement éliminé, faute d'informations suffisamment précises sur les sites les plus intéressants sur le plan scientifique et sur la topographie des zones d'atterrissage. Dans l'enveloppe budgétaire imposée, l'orbiteur a une durée de vie estimée à 30 jours. La version effectuant des survols doit réaliser 34 passages à proximité de la lune, en accumulant l'équivalent de six jours d'observation. Malgré cette durée d'observation beaucoup plus brève, ce dernier engin peut retourner près de trois fois plus de données, car le débit en transmission est beaucoup plus faible que le volume collecté par les instruments : la sonde spatiale dispose en effet de sept à dix jours entre chaque survol, pour transférer les données. Compte tenu des objectifs poursuivis, la mission effectuant des survols est préférée, car elle permet une bonne mise en œuvre des instruments clés, comme le radar chargé d'observer sous la glace ou le spectromètre infrarouge chargé d'identifier les éléments chimiques présents. Au cours des deux années suivantes, les caractéristiques de la mission sont affinées : onze survols sont ajoutés et des instruments complémentaires sont étudiés. Le projet, dont le coût est désormais évalué à 2,1 milliards de dollars, sans inclure le lanceur lourd Atlas V, est rebaptisé Europa Clipper (également Europa Multiple-Flyby Mission).
La mission Europa Clipper, dont le lancement a eu lieu le 14 octobre 2024, repose sur une sonde spatiale de plus de six tonnes emportant plusieurs instruments, dont un radar permettant de sonder l'océan sous la glace. Après un transit de plus de six ans, avec un recours à l'assistance gravitationnelle de Vénus et de la Terre, la sonde spatiale doit se placer en orbite autour de Jupiter. La partie scientifique de la mission est centrée sur l'étude de la lune Europe et comporte 45 survols de celle-ci, sur une période de 3,5 ans.

## Missions étudiées et abandonnées
La lune Europe de Jupiter constitue un objectif scientifique de premier plan, depuis que les données fournies par la sonde Galileo, à la fin des années 1990, ont permis de déterminer qu'il existait probablement un océan d'eau liquide sous sa surface glacée, qui pourrait abriter des formes de vie. Cette hypothèse est confirmée par une étude sur les altérations du champ magnétique de Jupiter. La présence d'un océan souterrain est également supposée sur les lunes Ganymède et Callisto. Mais la mission d'exploration, qui doit se dérouler dans une région de l'espace fortement irradiée, est complexe et coûteuse. Plusieurs projets élaborés au cours des années 2000, échouent faute de disposer de moyens financiers suffisants.

### Europa Orbiter
En 1997 la NASA, très satisfaite des résultats des missions interplanétaires à faible coût du programme Discovery et de la première mission Mars Global Surveyor, décide de transposer ce concept à des objectifs prioritaires beaucoup plus complexes. L'étude de trois missions est confiée au Jet Propulsion Laboratory dans le cadre d'un projet surnommé Fire and Ice (Feu et glace). Parmi celles-ci figurent Europa Orbiter qui doit étudier la lune Europa avec un nombre d'instruments réduit pour limiter les coûts. L'enveloppe budgétaire prévue est de 190 millions de dollars américains mais les coûts s'envolent au fur et à mesure de l'avancement de l'étude pour atteindre 1,4 milliard de dollars. Le projet est alors abandonné.

### Jupiter Icy Moons Orbiter
L'administrateur suivant de la NASA a une démarche complètement opposée. Il fait étudier, au début des années 2000, la mission Jupiter Icy Moons Orbiter (JIMO), dont l'objectif est l'exploration des satellites glacés de Jupiter, avec comme cible principale la lune Europe. La sonde spatiale de 36 tonnes doit disposer d'un réacteur nucléaire qui permet d'emporter plusieurs centaines de kilogrammes d'instrumentation scientifique. Ce projet au coût démesuré (16 milliards US$ alors que l'allocation budgétaire annuelle pour le développement des missions interplanétaires est inférieure à 1 milliard US$) est abandonné en 2005, lorsque la priorité est donnée au programme spatial habité, avec le projet de retour de l'homme sur la Lune (Programme Constellation).

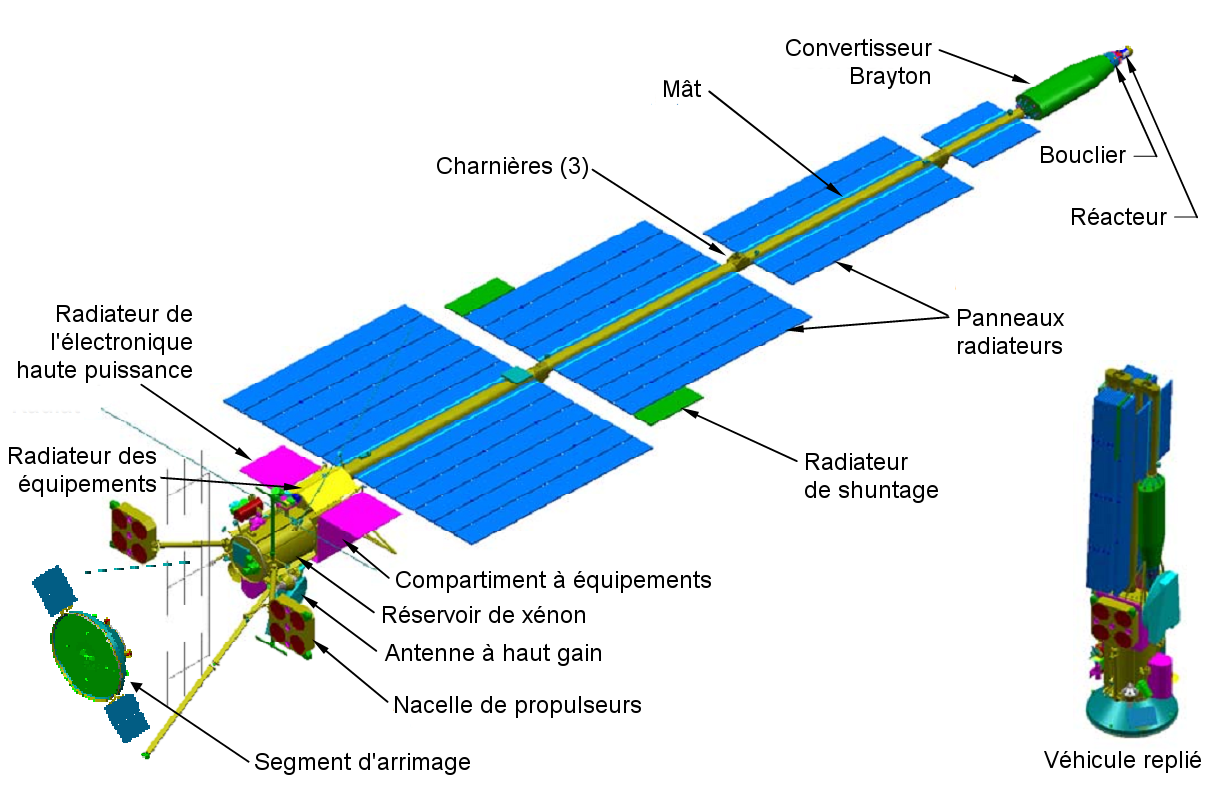
Schéma du vaisseau JIMO : longueur 59 mètres pour une masse en orbite basse terrestre de 36 tonnes.

### Tentative de collaboration entre la NASA et l'Agence spatiale européenne

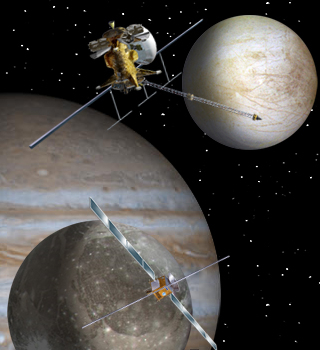
Les deux missions EJSM : JEO de la NASA et JGO de l'Agence spatiale européenne (vue d'artiste).

Début 2008, la NASA et l'Agence spatiale européenne étudient conjointement une mission baptisée Outer Planet Flagship Mission, destinée à explorer les satellites glacés des planètes extérieures. Deux projets sont évalués : Europa Jupiter System Mission (EJSM), centrée sur l'étude de la lune Europe de Jupiter, et Titan Saturn System Mission (TSSM), à destination du système saturnien et en particulier de Titan. En février 2009, les deux agences annoncent qu'elles ont décidé de développer en priorité EJSM : le lancement doit intervenir en 2020 avec une arrivée en 2026. Le projet sélectionné comporte deux missions lourdes (sondes spatiales de 4–5 tonnes emportant chacune onze instruments scientifiques) dotées d'objectifs complémentaires : 
- Jupiter Europa Orbiter (JEO), développé par la NASA, qui doit principalement porter sur l'étude des lunes de Jupiter Europe et Io. Contrairement au projet précédent, cette mission repose sur des technologies maitrisées. JEO doit effectuer une étude approfondie du système jovien, avant de se placer en orbite autour d'Europe pour une durée de neuf mois. Son coût est évalué à 4,7 milliards US$ ;
- Jupiter Ganymede Orbiter (JGO), développé par l'Agence spatiale européenne, dont l'objectif est d'étudier Ganymede et Callisto. Il est prévu que la sonde spatiale effectue plusieurs survols au-dessus de Callisto, avant de se placer en orbite autour de Ganymède pour une étude plus approfondie. La mission principale s'achève en 2029. L'objectif scientifique de la mission est de déterminer dans quelle mesure les lunes de Jupiter, en particulier Ganymède, sont susceptibles d'accueillir la vie. Son coût est évalué à 710 millions d'euros[24].

Début 2011, à la suite de réductions budgétaires, la NASA annonce l'annulation de sa participation. L'Agence spatiale européenne décide de poursuivre seule la mission vers les satellites de Jupiter, sur la base d'un cahier des charges remanié. En mai 2012, l'ESA annonce qu'elle a sélectionné le projet Jupiter Icy Moon Explorer (JUICE), évolution du projet JGO, pour un lancement vers 2020, dans le cadre du programme scientifique Cosmic Vision. La NASA quant à elle fait renaitre son projet en 2015 qui prend le nom d'Europa Clipper.
L'Agence d'exploration aérospatiale japonaise (JAXA) et l'Agence spatiale fédérale russe (FKA) souhaitaient également participer à EJSM avec deux projets à un stade moins avancé, qui seront tous deux annulés à la suite du retrait de la NASA :
- Jupiter Magnetospheric Orbiter, de l'agence spatiale japonaise, devait étudier la magnétosphère de Jupiter ;
- la mission Laplace-P de l'agence spatiale russe, devait emporter un atterrisseur qui devait se poser à la surface d'Europe pour effectuer des analyses sur place.

### Europa Lander

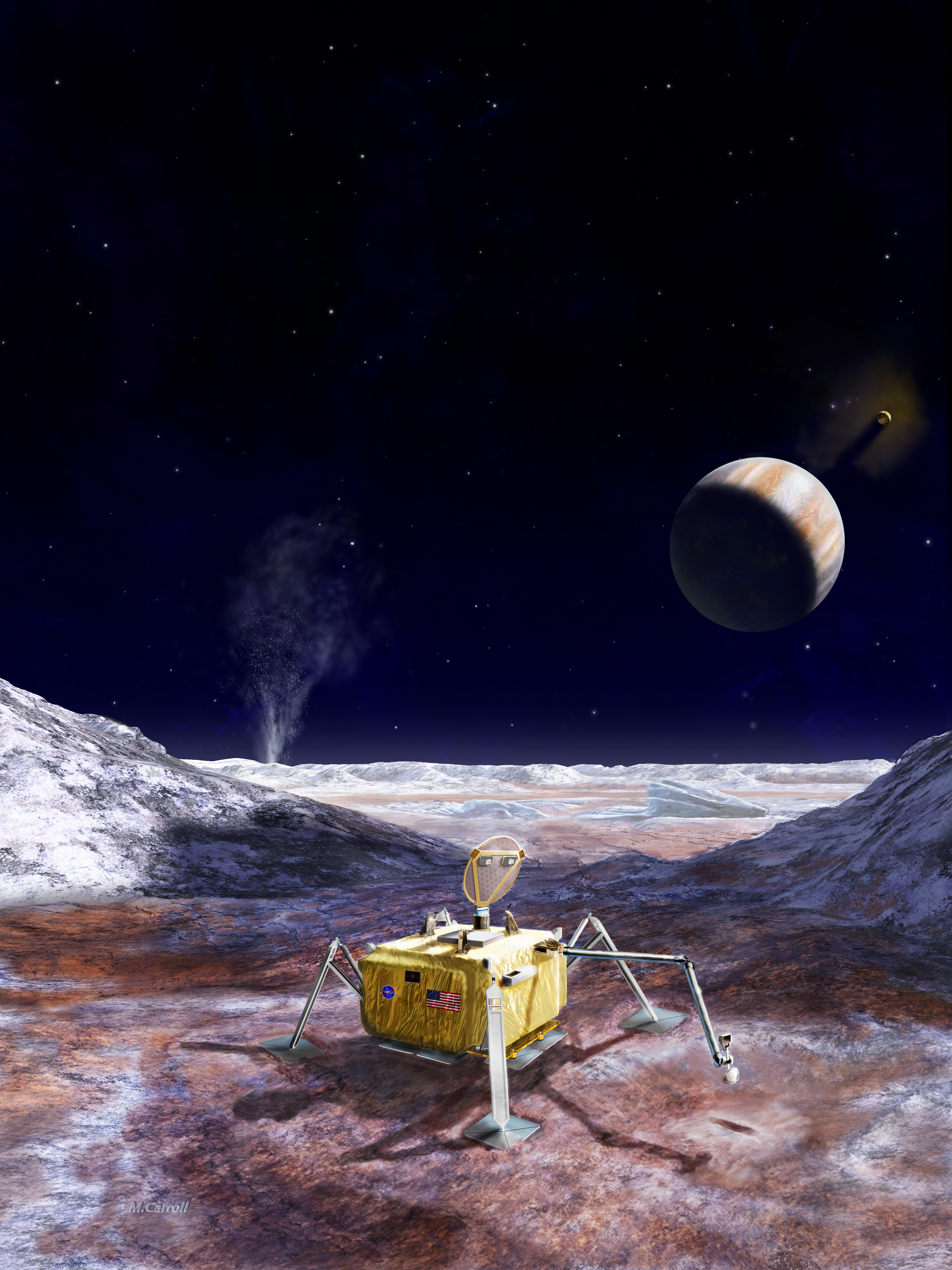
Europe Lander (vue d'artiste).

Lorsque la NASA décide en 2015 de développer la mission Europa Clipper qui doit étudier le satellite Europe après s'être placé en orbite autour de celui-ci, le Sénat américain demande à la NASA d'inclure dans son projet un engin chargé de se poser à la surface d'Europe pour analyser le sol et tenter de découvrir des traces de vie. Après évaluation, il s'avère que cet atterrisseur doit constituer une mission distincte d'Europa Clipper et une étude débute sur ce nouveau projet de mission baptisé Europa Lander. Mais atteindre la surface d'Europe nécessite un ensemble de manœuvres coûteuses en ergols ce qui impose de placer une masse de 16 tonnes sur une trajectoire interplanétaire. L'environnement radiatif élevé et le faible ensoleillement viennent accroître la difficulté de la mission. Le scénario proposé en septembre 2018 prévoit une mission au sol d'une durée de 20 jours qui emporte environ 32,5 kilogrammes d'instruments scientifiques dont un mini laboratoire chargé d'isoler des traces de vie dans des échantillons prélevés dans le sol à une profondeur de 10 centimètres. La décision de développer cette mission, caractérisée par des risques importants et un coût évalué à 3 milliards de dollars américains, reste à prendre en 2021 et aucun budget ne lui est plus affecté à cette date.

Europa Lander
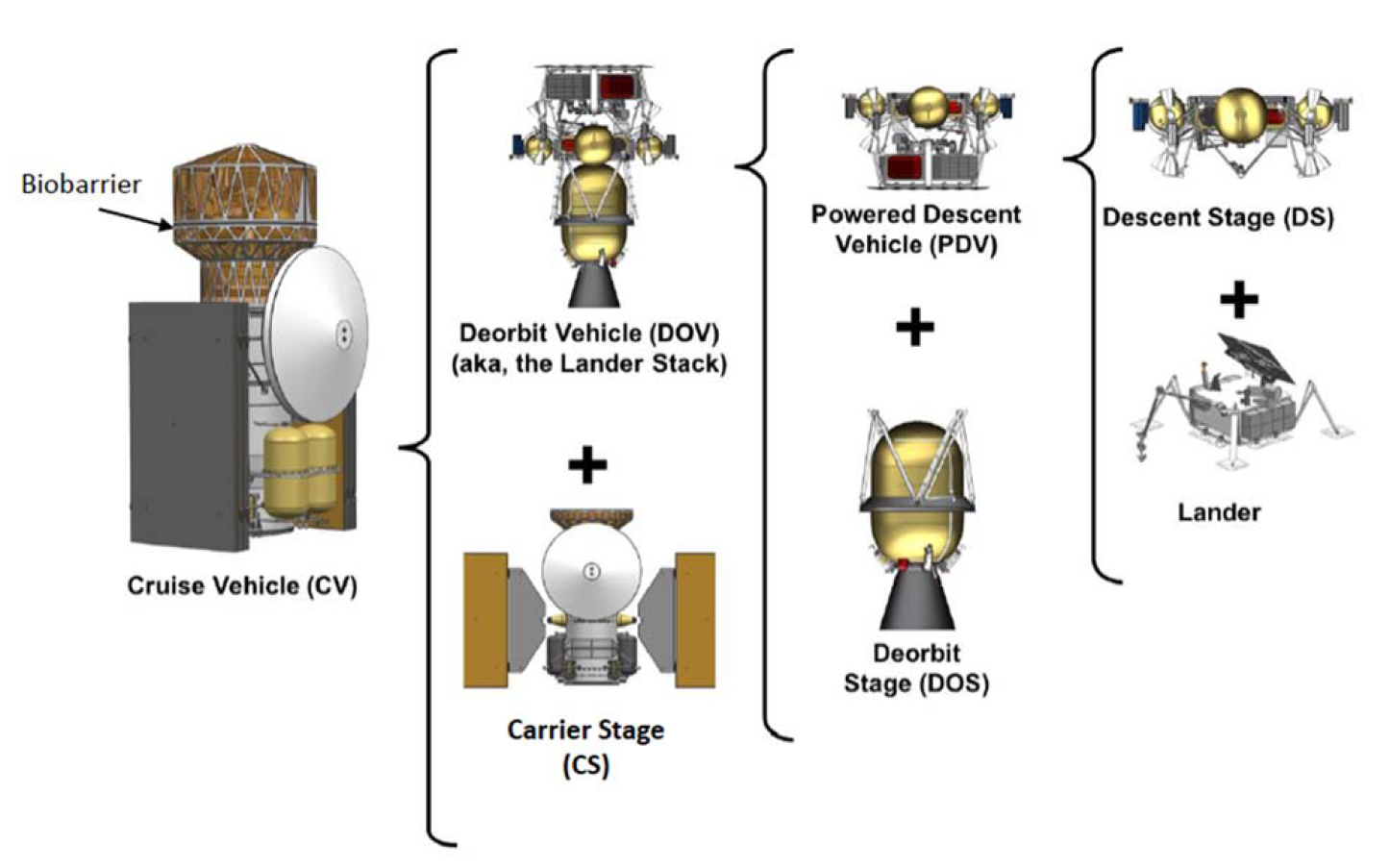
Les configurations successives en vol d'Europa Lander
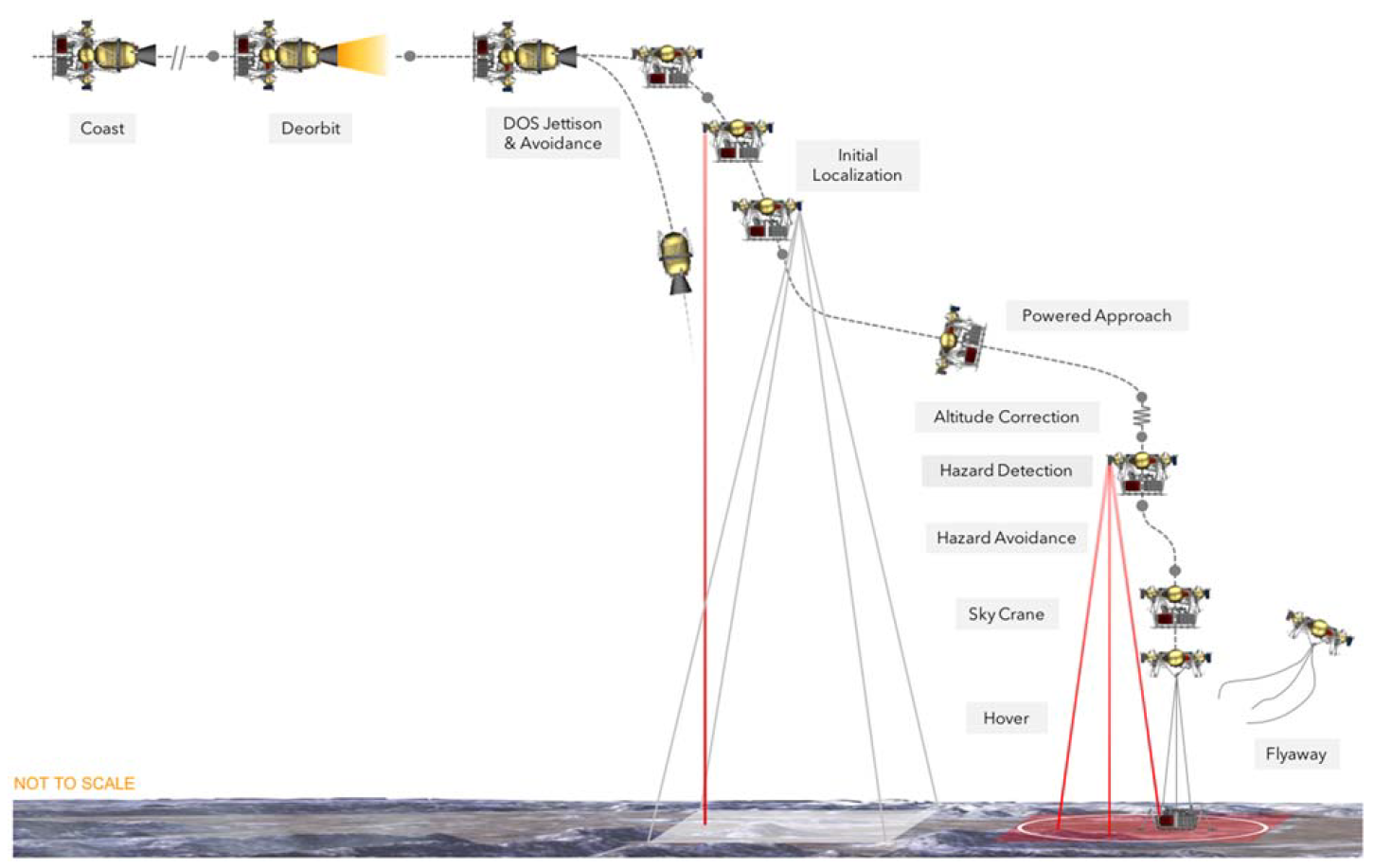
Déroulement de l'atterrissage sur Europe.

### Io Volcano Observer

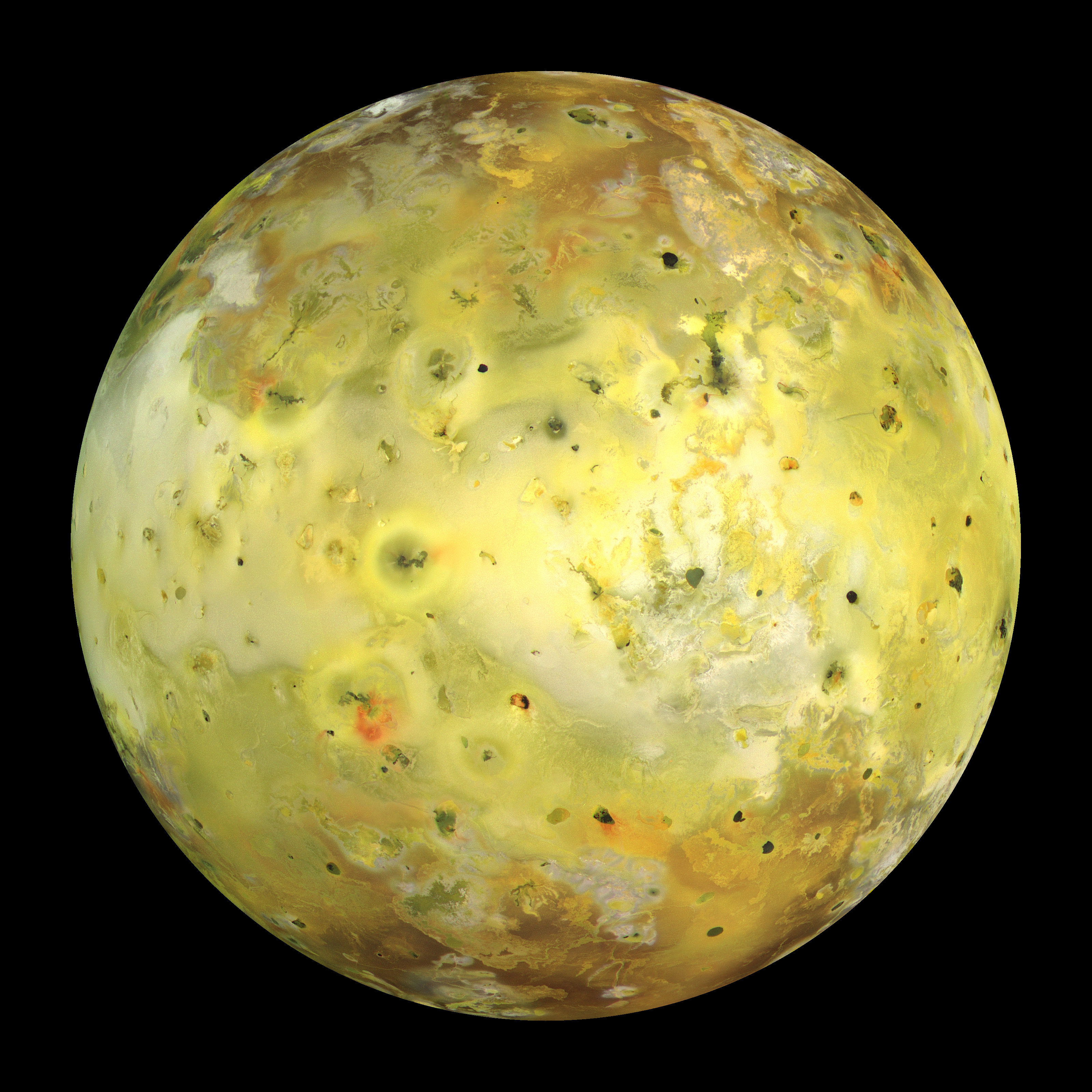
Io photographiée par Galileo.

Io Volcano Observer (IVO) est un projet d'étude du satellite Io de Jupiter, proposé par l'Université de l'Arizona. IVO a été proposé à la NASA en 2009 et 2010, dans le cadre du programme Discovery qui finance des missions à coût modéré, mais il n'a pas été retenu. Le projet est en 2016 en cours d'évaluation pour la sélection de la 13e mission de ce programme avec une date de lancement planifiée en 2021. Dans le cadre de la mission, la sonde spatiale doit effectuer 7 survols de Io. L'objectif scientifique de la mission est l'étude du volcanisme de Io. Il s'agit d'étudier l'impact de la lune sur le système de Jupiter, en mesurant les flux de chaleur globaux, le champ magnétique induit, la température de la lave, et en déterminant la composition de son atmosphère, des panaches volcaniques et des laves,,.

### Synthèse des projets à l'étude ou abandonnés
| Projet                         | Agence spatiale | Date initialisation projet | Type mission                                      | Objectif                             | Statut en 2021                                                             | Date lancement prévue | Remarques                                                                 | Référence |  |
| ------------------------------ | --------------- | -------------------------- | ------------------------------------------------- | ------------------------------------ | -------------------------------------------------------------------------- | --------------------- | ------------------------------------------------------------------------- | --------- |  |
| Europa Lander                  | NASA            | 2015                       | Atterrisseur                                      | Étude du satellite Europe            | Aucun budet alloué en 2021                                                 | Décennie 2020         |                                                                           |           |  |
| Jupiter Ganymede Orbiter       | ESA             | 2008                       | Orbiteur                                          | Étude du satellite Europe            | Projet abandonné en 2011                                                   | 2020                  | Participation européenne au programme EJSM Refondu ==> JUICE              |           |  |
| Jupiter Europa Orbiter         | NASA            | 2008                       | Orbiteur                                          | Étude du satellite Europe            | Projet abandonné en 2011                                                   | 2020                  | Participation américaine au programme EJSM Refondu ==> Europa Clipper     |           |  |
| Jupiter Magnetospheric Orbiter | JAXA            | 2008                       | Orbiteur                                          | Étude da la magnétosphère de Jupiter | Projet abandonné en 2011                                                   | 2020                  | Participation japonaise au programme EJSM                                 |           |  |
| Io Volcano Observer            | NASA            | 2008                       | Orbiteur                                          | Étude du satellite Io                | Proposition pour programme Discovery non retenue en 2008, 2009, 2015, 2021 |                       |                                                                           |           |  |
| Jupiter Icy Moons Orbiter      | NASA            | 2000                       | Orbiteur                                          | Étude du satellite Europe            | Projet abandonné en 2005                                                   |                       | Sonde spatiale de 36 t. utilisation de la propulsion nucléaire électrique |           |  |
| Europa Orbiter                 | NASA            | 1997                       | Orbiteur                                          | Étude du satellite Europe            | Projet abandonné en 2002                                                   |                       | Mission à bas cout                                                        |           |  |
| Pioneer H                      | NASA            | 1971                       | Survol de Jupiter, sortie du plan de l'écliptique | Étude du satellite Europe            | Projet abandonné en 1973                                                   | 1974                  | Troisième mission du programme Pioneer                                    |           |  |